# جورج إرنست فويكس
جورج إرنست فويكس (بالإنجليزية: George Ernest Foulkes)‏ هو محامي وسياسي أمريكي، ولد في 25 ديسمبر 1878 في شيكاغو في الولايات المتحدة، وتوفي في 13 ديسمبر 1960. حزبياً، نشط في الحزب الديمقراطي. وقد انتخب عضو مجلس النواب الأمريكي.